# 41

## Úmrtí
- 24. ledna – Caligula, třetí římský císař iulsko-claudijské dynastie. Vládl od roku 37 do roku 41. (* 31. srpna 12)

## Hlava státu
- Papež – Petr (cca 30 – 64/65/66/67)
- Římská říše – Caligula (37–41) » Claudius (41–54)
- Parthská říše – Vardanés (38/39–45)
- Kušánská říše – Kudžúla Kadphises (30–90)
- Čína, dynastie Chan (206 př. n. l. – 220 n. l.) – Kuang Wu-ti (25–57)